# Teudis itatiayae
Teudis itatiayae är en spindelart som beskrevs av Cândido Firmino de Mello-Leitão 1915. 
Teudis itatiayae ingår i släktet Teudis och familjen spökspindlar. Inga underarter finns listade i Catalogue of Life.